# Catarecha
Catarecha est un village espagnol situé dans les Pyrénées dans la province de Huesca de la communauté autonome d'Aragon.
Catarecha appartient à la municipalité de Valle de Hecho et est inhabité.

## Histoire
Le lieu a été mentionné pour la première fois dans des documents en 1215.

## Patrimoine
- Ermitage Virgen de Catarecha, construit en 1659.